# Радићи (Ново Горажде)
Радићи су насељено мјесто у општини Ново Горажде, Република Српска, БиХ. Према попису становништва из 2013. насеље више нема становника.

## Историја
Прије рата, насеље се у потпуности налазило у саставу предратне општине Горажде. Послије потписивања Дејтонског споразума, дио његове територије улази у састав Републике Српске.

## Становништво
Према званичним пописима, Радићи су имали сљедећи етнички састав становништва:
| Националност | 1991.       | 1981.       | 1971.       |
| Срби         | 57 (100,0%) | 58 (100,0%) | 62 (100,0%) |
| Укупно       | 57          | 58          | 62          |

| Демографија | Демографија | Демографија |
| Година      | Становника  | Становника  |
| ----------- | ----------- | ----------- |
| 1971.       | 62          |             |
| 1981.       | 58          |             |
| 1991.       | 57          |             |
| 2013.       | 0           |             |